# Gravador de cinta de vídeo
Un gravador de cinta de vídeo o VTR (acrònim de l'anglès vídeo tape recorder) és un gravador de cinta que pot gravar material de vídeo. La vídeogravadora (VCR), on la cinta de vídeo està tancada en un casset plàstic que permet el seu ús fàcil, és la forma de VTR més familiar i coneguda pels consumidors. Els professionals utilitzen un altre tipus de videocintes i gravadors.

## Tecnologies
Algunes tecnologies de gravadors de cinta de vídeo inclouen:
Analògic en rodet obert
- VORA (BBC)
- 2" Quadruplex (Ampex)
- 1" Type B (Robert Bosch GmbH i Philips)
- 1" Type C (Sony i Ampex)

Casset professional / sistema basat en cartutx
- U-matic (3/4): Format d'enregistrament analògic de vídeo compost amb 2 pistes d'àudio, una de vídeo i una de control. Sistema d'enfilat de cinta en O, i d'allà és d'on prové el seu nom.
- Betacam (Sony): Format d'enregistrament analògic de vídeo per components amb 2 pistes lineals d'àudio una de vídeo i una de codi de temps longitudinal.
- M-II (Panasonic):
- Betacam SP (Sony): Format d'enregistrament analògic de vídeo per components amb 2 pistes d'àudio una de vídeo i una de codi de temps longitudinal.

Format de cinta de vídeo digital de definició estàndard
- D1 (Sony): Format d'enregistrament de vídeo per components digital 4:2:2
- D2 (Sony i Ampex): Format d'enregistrament digital de vídeo compost
- D3 (Panasonic)
- DCT (Ampex)
- Digital Betacam (Sony)
- Betacam IMX (Sony)
- DVCAM (Sony)
- DVCPRO (Panasonic)
- D9 (D-VHS) (JVC)

Format de cinta de vídeo digital d'alta definició
- HDCAM (Sony)
- HDCAM-sr (Sony)
- D5 HD (Panasonic) Format d'enregistrament de vídeo per components digital 4:2:2
- DVCPROHD (Panasonic)
- HDV (Sony i JVC)

Formats no professionals
- MiniDV
- Digital8 (Sony)
- Vídeo 2000 (Philips)
- Betamax
- VHS
- S-VHS (JVC)
- VHS-C (JVC)
- vídeo8
- Hi8TM
- MicroMVTM
- Cartrivision